# ゴールストン・ストリートの落書き
座標: 北緯51度30分59.51秒 西経0度4分30.14秒 / 北緯51.5165306度 西経0.0750389度

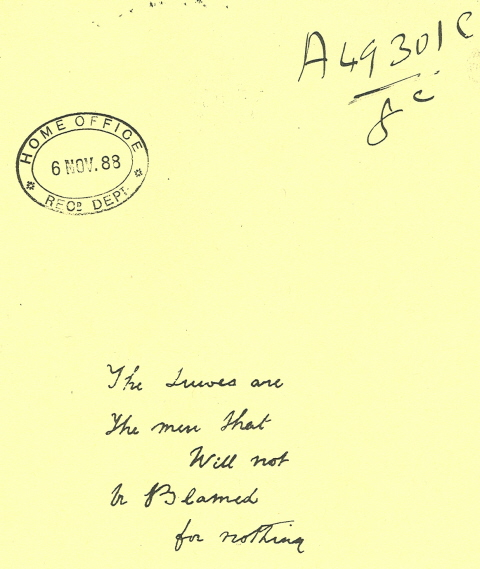
ゴールストン・ストリートの落書きの複写。ロンドン警視庁のチャールズ・ウォーレン警視総監による内務省へのホワイトチャペル殺人事件についての報告書に添付されていた。

1888年のホワイトチャペル殺人事件の捜査の際に、ロンドンのホワイトチャペルにあるゴールストン・ストリート (英: Goulston Street) で落書きが発見された。落書きは書き写されたものが伝わっており、その内容は"The Juwes are the men that will not be blamed for nothing"やその変形である。一般にはユダヤ人を非難する意図があると解釈されている。落書きの意味や、切り裂きジャックの犯行との関係が1世紀以上議論されている。

## 落書きの発見
ホワイトチャペル殺人事件とは、1888年から1891年にロンドンのイーストエンドのホワイトチャペル地区で発生した11件の殺人事件のことであり、この事件で女性が残虐に殺害された。その中でも5件の殺人事件は一般に切り裂きジャックの犯行と見なされている。切り裂きジャックの正体は現在も不明である。残りの6件の犯人も判明しておらず、その正体についても議論されている。
1888年9月30日の早朝にエリザベス・ストライドとキャサリン・エドウッズが殺害されると、警察は被疑者や目撃者、証拠を探すため、犯行現場の近隣を捜索した。午前3時頃、ホワイトチャペルのゴールストン・ストリートの108番地から119番地にあるモデル住宅のスラムの吹抜階段で、ロンドン警視庁のアルフレッド・ロング (英: Alfred Long) 巡査が汚れたエプロンの断片を発見した。その断片は血の染みが付いており、後にキャサリン・エドウッズが身につけていたエプロンの一部であると確認された。エプロンの断片が落ちていた場所の上の方に、白色のチョークで書かれた問題の落書きがあった。落書きが書かれていたのは壁もしくは門口の黒い煉瓦でできたわき柱だったという。

## 内容の揺らぎ
ロングは検死陪審に、落書きは"The Juwes〔ママ〕are the men that will not be blamed for nothing"という内容だったと述べた。アーノルド (英: Arnold) 警視もロング巡査の説明に同意する内容の報告書を書いた。ロング巡査より少し後に現場に到着したロンドン市警察のダニエル・ハルス (英: Daniel Halse) 刑事も落書きを書き残しているが、"The Juwes〔ママ〕are not the men who will be blamed for nothing"という異なる内容だった。市の測量士のフレデリック・ウィリアム・フォスター (英: Frederick William Foster) も落書きを記録しているが、こちらは"The Juws〔ママ〕are not the men To be blamed for nothing"という内容だった。ロングの記録による複写は、ロンドン警視庁のチャールズ・ウォーレン (英: Charles Warren) 総監から内務省へ送付された報告書に添付された。スワンソン (英: Swanson) 警部が記した落書きについての概略報告では"The Jewes〔ママ〕are not the men to be blamed for nothing"という内容になっていた。しかし、スワンソンが実際に落書きを見たことがあったかは定かではない。

## 落書きの消去

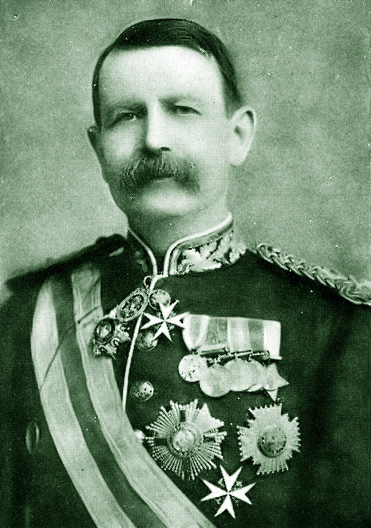
チャールズ・ウォーレン警視総監

1888年8月31日にメアリー・アン・ニコルズが殺害されてから、度重なる殺人事件は「レザー・エプロン」 (英: Leather Apron、直訳すると「革のエプロン」) と呼ばれるユダヤ人の仕業であるという噂が流布していた。この噂により反セム主義の示威運動が勃発した。ユダヤ人のジョン・パイザー (英: John Pizer) には売春婦に対して暴力を振るうという悪評があり、靴工だったことから「レザー・エプロン」というあだ名が付けられていた。パイザーは逮捕されたが、殺人事件が起きたときのアリバイが確認されて釈放された。
トーマス・アーノルド (英: Thomas Arnold) 警視も犯行現場を訪れて落書きを目にした。アーノルドは後に、11月6日の内務省への報告書で、巷にはユダヤ人に対する強い感情が既に存在することから、この落書きで暴動が起きる可能性があると主張した。宗教上の緊張は既に高まっており、暴動に近いものも今までに数多く発生していた。アーノルドはウォーレン警視総監に助言を求めつつ、スポンジを持って立っていた男に落書きを消すように命じた。落書きを覆い隠して写真撮影の準備の時間を用意したり、落書きの部分だけ取り外したりすることが考えられたが、アーノルドとウォーレン (直接現場へ来ていた) はそのような行為は危険すぎると判断した。後にウォーレンは、落書きをすぐに消すのが望ましいと考えていたと述べた。

## 捜査
ゴールストン・ストリートの落書きはロンドン警視庁の管轄で発見されたが、見つかったエプロンの断片はロンドン市警察の管轄で殺害された被害者の私物に由来するものだった。一部の警察官はアーノルドとウォーレンの決定に異議を唱えた。特にロンドン市警察の代表者は、落書きは犯行現場の一部を構成していたものであり、消す前にせめて写真撮影はすべきと考えていた。しかし、午前5時30分に落書きは拭き消されてしまった。
ホワイトチャペル殺人事件の捜査を指揮していた警察官によれば、以前に犯人を称する人物から送られた手書きの手紙 (いわゆる"Dear Boss" letter) の筆跡と、壁の落書きの筆跡は一致していなかったという。この手紙は地元の報道機関に送られたもので、「ジャック・ザ・リッパー」と署名されていた (しかし、現在はこの手紙は殺人者が書いたものではないと考えている人が多い)。当時の警察は、この落書きはその地域に住むユダヤ人たちへの言葉による攻撃に準ずるものと結論付けた。警察はゴールストン・ストリートの108番地から119番地の住民全員に尋問したが、落書きを書いた人物や殺人者を追跡することはできなかった。

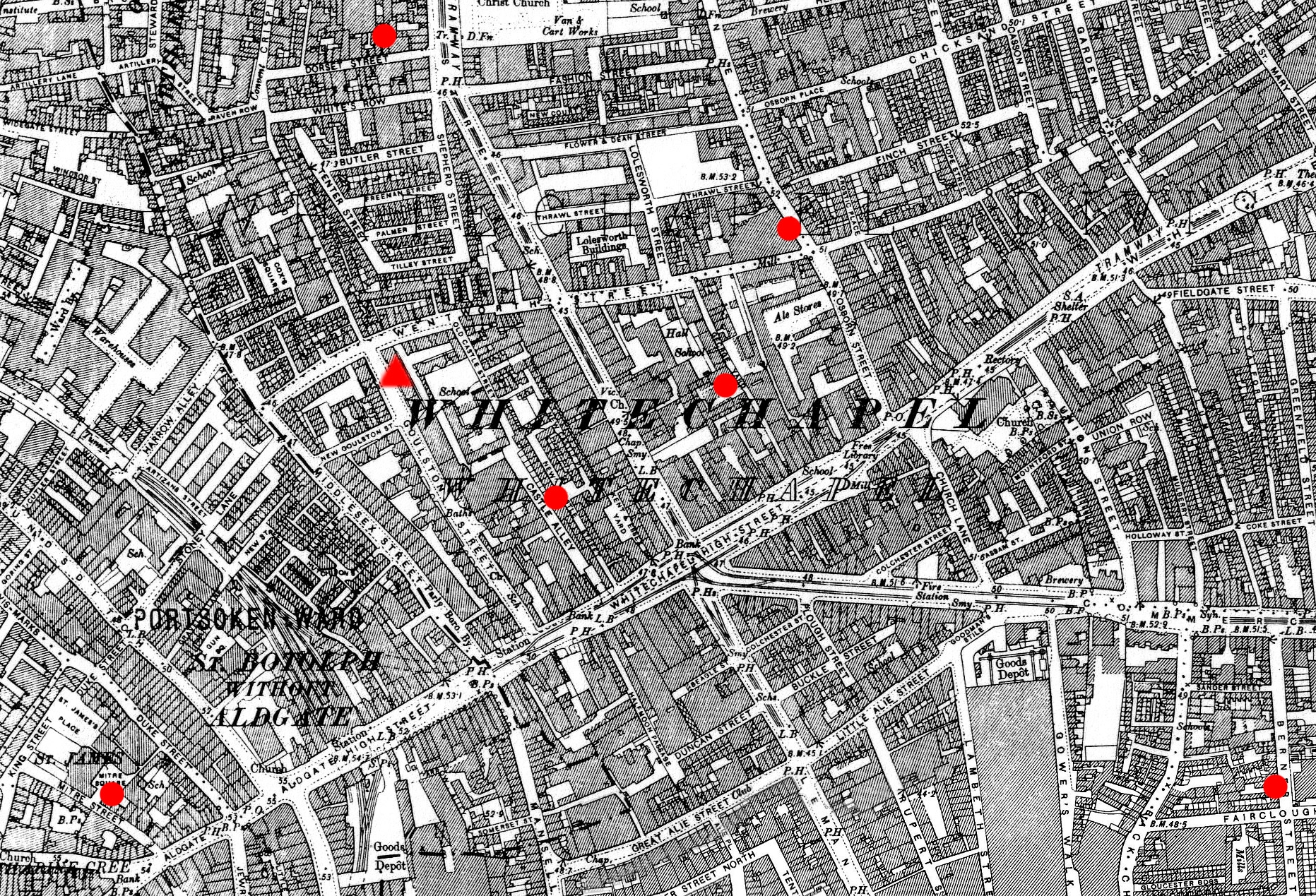
落書きの場所 (赤色三角形) と殺害現場のうちの6箇所 (赤色円) との関係を示す地図。左下: マイター広場 (キャサリン・エドウッズ)、右下: バーナー・ストリート (エリザベス・ストライド)、それ以外は上から時計回りにドーセット・ストリート (メアリー・ジェーン・ケリー)、オズボーン・ストリート (エマ・エリザベス・スミス)、ジョージ・ヤード (マーサ・タブラム)、キャッスル・アリー (アリス・マッケンジー)

歴史家のフィリップ・サグデン (英: Philip Sugden) によれば、この落書きは事件の手掛かりとして少なくとも3通りに解釈でき、どの解釈もあり得るが、証明することはできないという。第1の解釈は、落書きは殺人者が書いたものではないというものである。エプロンの断片は落書きの近くで偶然に落としてしまったか、意図的に近くに置いたと考えられる。第2の解釈は、落書きの内容を額面通りに受け取るというものである。つまり、ユダヤ人が犯人で、その人物がユダヤ人に罪があるという意味で落書きを書いたということである。第3の解釈は、サグデンによればスコットランドヤードやユダヤ人に最も支持されていたもので、チョークの落書きはユダヤ人に罪を着せて、警察に真犯人を追跡させなくするために書いたというものである。
ホワイトチャペルのウォルター・デュー (英: Walter Dew) 刑事は、落書きは事件と無関係で、殺人者には繋がらないものと考えていた。一方で、スコットランドヤードのヘンリー・ムーア (英: Henry Moore) 警部とロバート・アンダーソン (英: Robert Anderson) 警部の両名は、落書きは殺人者が書いたものと考えていた。

## 解釈
著述家のマーティン・ファイドーは、落書きにコックニーの話し方で共通に見られる特徴である二重否定が含まれていることを言及している。落書きを標準的な英語に直すと"Jews will not take responsibility for anything" (直訳すると「ユダヤ人には何事にも責任をとらない」) となり、その地域でユダヤ人商人に不当な扱いを受けたと考えていた人が落書きを書いた可能性があるという説を提唱した。歴史家のフィリップ・サグデンは、"Jews" (日: ユダヤ人) を"Juwes"と書いたのは、それが落書きを書いた人物の方言に原因がある可能性を指摘した。
ホワイトチャペル殺人事件と同時代に、記者兼作家のロバート・ドンストン・スティーブンソン (英: Robert D'Onston Stephenson) がある説を提案している。この人物は恐らくオカルトや黒魔術に関心があったと言われている。スティーブンソンは1888年12月1日のポール・モール・ガゼットで"One Who Thinks He Knows"と署名した記事を書いた。その記事の中でスティーブンソンは、全体的な文の構成、二重否定、二重定冠詞 ("the Juwes are the men"の箇所)、珍しい綴りの誤りから、切り裂きジャックは恐らくフランス人であるという結論を出した。スティーブンソンは、無教育のイングランド人やユダヤ人が"Jew"の綴りを間違えるということは起こりにくいと主張し、綴りの間違え方がフランス語の"juives"に似ていると指摘した。一方で、容疑からフランス語を話すスイス人やベルギー人を除外したのは、スイス人やベルギー人の国民性はこの種の犯罪とは逆であるが、フランスでは売春婦の殺害が長い間習慣的に行われており、フランス人独特の犯罪のように思われるためと述べた。この主張に対して、フランス語を母語とする人物からポール・モール・ガゼットの編集者に反論の手紙が送られ、その内容が12月6日に同紙で掲載された。 
著述家のステーブン・ナイト (英: Stephen Knight) は、"Juwes"は"Jews"の誤記ではなく、フリーメイソンの半伝説的人物であるヒラム・アビフを殺害した3人の人物であるジュベラ (英: Jubela)、ジュベロ (英: Jubela)、ジュベラム (英: Jubelum) を表しているという説を提唱した。ナイトによれば、落書きは殺人者がフリーメイソンの陰謀の一環で書いたものであるという。ナイトがそのような主張をした以前に、この3人の人物を"Juews"という言葉で呼称した例があるという証拠はない。
かつて殺人事件担当の刑事だった著述家のトレヴァー・マリオット (英: Trevor Marriott) は、落書きが実際にはどのような内容だったか、どのような意味なのか、殺人者が書いたものなのかという問題に加え、さらに別の可能性を提案した。エプロンの断片は、殺人者がマイター広場からイーストエンドへ戻る途中で落としたものであるとは限らないというものである。被害者自身がエプロンの断片を生理用ナプキンとして使用し、イーストエンドからマイター広場へ行く途中で落とした可能性があるという。マリオット自身、この説は多くの専門家は信じないだろうと記している。
今日まで、この落書きがホワイトチャペル殺人事件に関係があるのかという問題について、見解の一致は得られていない。現代の研究者の中には、エプロンの断片が落書きの近くにあったのは偶然であり、エプロンの断片は落書きの近くに置かれたというよりも、むしろ無作為に捨てられただけと考えるべきという見解の人もいる。この説を唱える研究者は、当時のホワイトチャペルでは反セム主義的なことが書かれた落書きはどこにでも見られるもので、警察から逃走中に証拠を残したうえでメッセージを書くのに時間を使うというのは、現代のプロファイリングの結果に一致していないと主張している。一部の作家は、エプロンの断片は殺人者が手を拭うために切り取ったと主張しているが、もしその通りであれば、殺人者はエプロンの断片で手を拭った後すぐに遺体のそばでそれを捨てるだろうし、手を拭うにしてもエプロンを切り取る必要はないという意見もある。